# شویبیه
شویبیه (به لهستانی:  Świbie) یک روستا در لهستان است که در گمینا ویلوویش واقع شده‌است. شویبیه ۱٬۱۹۸ نفر جمعیت دارد.